# Bosintang
 (septembre 2019).
Si vous disposez d'ouvrages ou d'articles de référence ou si vous connaissez des sites web de qualité traitant du thème abordé ici, merci de compléter l'article en donnant les références utiles à sa vérifiabilité et en les liant à la section « Notes et références ».

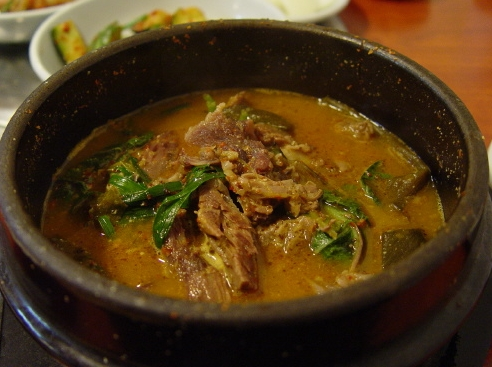
Bosintang.

Le bosintang (hangeul : 보신탕) est un potage traditionnel coréen composé de chien et de légumes.
Appelé originairement gaejang (hangeul : 개장 ; hanja : 狗酱 ; littéralement « sauce de chien » ) ou gaejang gook (hangeul : 개장국), le nom bosintang est arrivé un peu plus tard. On l'appelle autrement yeongyangtang (hangeul : 영양탕) ou sacheoltang (hangeul : 사철탕).
Pour le préparer, il faut de la viande de chien, de la sauce doenjang (une pâte traditionnelle composée de haricots fermentés) et aussi de divers légumes comme du pteridium ou de la ciboule. Ce plat est souvent accompagné d'une boule de riz, de concombres, de piments et bien sûr, de kimchi. Les Coréens ajoutent aussi du shiso dans le plat pour enlever l'odeur unique de la viande de chien, qui peut être parfois un peu forte.
Le yookgaejang et le dakgyejang partagent les mêmes caractéristiques que le bosintang, mais la viande de chien y est remplacée respectivement par du bœuf et du poulet.

## Histoire
En 1984, avant les Jeux olympiques d'été de 1988, la ville de Séoul avait interdit aux restaurants de vendre du bosintang de crainte que les étrangers n'apprécient pas le fait que les Coréens mangent du chien.
Le bosintang (et plus généralement la viande de chien) est facilement trouvable dans de nombreux restaurants à travers toute la Corée du Sud, bien que sa consommation soit en déclin. La viande de chien se trouvait, en 2006, la 4e viande la plus consommé de Corée du Sud, derrière le bœuf, le poulet et le porc.
Toutefois, le 27 septembre 2021, l'ancien président sud-coréen a manifesté sa volonté de réduire progressivement, puis de faire disparaître la consommation de viande de chien dans le pays. Autrefois prisée, cette pratique est désormais délaissé, notamment chez les plus jeunes. Il serait envisageable, dans les mois ou années à venir, que la consommation de viande de chien soit interdite.